# Isabel (Leyte)
Isabel è una municipalità di prima classe delle Filippine, situata nella Provincia di Leyte, nella Regione di Visayas Orientale.
Isabel è formata da 24 baranggay:
- Anislag
- Antipolo
- Apale
- Bantigue
- Benog
- Bilwang
- Can-andan
- Cangag
- Consolacion
- Honan
- Libertad
- Mahayag

- Marvel (Pob.)
- Matlang
- Monte Alegre
- Puting Bato
- San Francisco
- San Roque
- Santa Cruz
- Santo Niño (Pob.)
- Santo Rosario
- Tabunok
- Tolingon
- Tubod